# Championnat de Nouvelle-Calédonie de football 2020
Navigation
Édition précédente Édition suivante
La saison 2020 du Championnat de Nouvelle-Calédonie de football est la neuvième édition de la Super Ligue, le championnat de première division en Nouvelle-Calédonie. Les dix équipes engagées sont regroupées au sein d'une poule unique où elles affrontent deux fois leurs adversaires, à domicile et à l'extérieur. En fin de saison, le dernier du classement est relégué tandis que le 9e doit disputer un barrage de promotion relégation face à trois formations de deuxième division.
L' AS Tiga Sport remporte son premier titre de champion de Nouvelle-Calédonie.

## Déroulement de la saison
La saison débute le 14 mars 2020, en pleine pandémie de Covid-19, après la première journée le championnat est de suite interrompu. Le championnat reprend le 11 juillet 2020, avec la deuxième journée. Avant la 9e journée, la fédération décide de changer le format, en arrêtant le championnat après les matchs aller et de qualifier les quatre premiers à un play-off pour déterminer le champion.
Le championnat 2021 passera à treize équipes, comme il n'y aura pas de relégation et que les trois champions provinciaux seront promus.

## Participants
- AS Magenta
- AS Lössi
- Hienghène Sport
- AS Mont-Dore
- AS Wetr
- SC Ne Drehu
- Tiga Sport
- Horizon Patho
- JS Baco - Promu de D2
- AS Kunié - Promu de D2

## Compétition

### Classement
Le classement est établi sur le barème de points suivant : victoire à 4 points, match nul à 2, défaite à 1.

#### Première phase
À cause de l'interruption du championnat pour cause de pandémie de Covid-19, seuls les matchs aller seront joués. Les quatre premiers se rencontrent pour un play-off pour déterminer le champion. Il n'y aura pas de relégation cette saison.
| Rang | Équipe              | Pts  | J | G | N | P | Bp | Bc | Diff |
| ---- | ------------------- | ---- | - | - | - | - | -- | -- | ---- |
| 1    | Tiga Sport          | 29   | 9 | 6 | 2 | 1 | 23 | 9  | +14  |
| 2    | Hienghène Sport T C | 28   | 9 | 6 | 1 | 2 | 23 | 14 | +9   |
| 3    | AS Magenta          | 27   | 9 | 5 | 3 | 1 | 25 | 11 | +14  |
| 4    | Horizon Patho       | 26   | 9 | 5 | 2 | 2 | 21 | 18 | +3   |
| 5    | AS Wetr             | 24   | 9 | 4 | 3 | 2 | 25 | 14 | +11  |
| 6    | SC Ne Drehu         | 20   | 9 | 2 | 5 | 2 | 12 | 12 | 0    |
| 7    | AS Mont-Dore        | 18-1 | 9 | 2 | 4 | 3 | 12 | 16 | -4   |
| 8    | AS Lössi            | 17   | 9 | 2 | 2 | 5 | 16 | 17 | -1   |
| 9    | JS Baco P           | 12   | 9 | 1 | 0 | 8 | 7  | 30 | -23  |
| 10   | AS KuniéP           | 11   | 9 | 0 | 2 | 7 | 8  | 31 | -23  |

|  | Qualification pour les play-off championnat |
|  | T : Tenant du titre C : Vainqueur de la Coupe de Nouvelle-Calédonie P : Promu de deuxième division En italique : club basé dans les îles Loyauté |

- AS Mont-Dore, pénalité de un point pour forfait lors de la deuxième journée.

#### Play-off championnat
| Rang | Équipe              | Pts | J | G | N | P | Bp | Bc | Diff |
| ---- | ------------------- | --- | - | - | - | - | -- | -- | ---- |
| 1    | Tiga Sport          | 10  | 3 | 2 | 1 | 0 | 6  | 2  | +4   |
| 2    | Horizon Patho       | 7   | 3 | 1 | 1 | 1 | 4  | 5  | -1   |
| 3    | Hienghène Sport T C | 5   | 3 | 0 | 2 | 1 | 6  | 7  | -1   |
| 4    | AS Magenta          | 5   | 3 | 0 | 2 | 1 | 3  | 5  | -2   |

|  | Qualification pour la Ligue des champions de l'OFC 2021                                                                                          |
|  | T : Tenant du titre C : Vainqueur de la Coupe de Nouvelle-Calédonie P : Promu de deuxième division En italique : club basé dans les îles Loyauté |

## Bilan de la saison
| Championnat de Nouvelle-Calédonie de football 2020 |                        |
| Champion                                           | Tiga Sport (1er titre) |
| Coupes et trophées                                 |                        |
| Vainqueur de la Coupe de Nouvelle-Calédonie 2020   | Hienghène Sport        |
| Qualifications continentales                       |                        |
| Ligue des champions de l'OFC 2021                  | Tiga Sport             |
| Ligue des champions de l'OFC 2021                  | Horizon Patho          |
| Promotions et relégations                          |                        |
| Promus en Super Ligue                              | Racing Club Poindimié  |
| Promus en Super Ligue                              | Dumbéa FC              |
| Promus en Super Ligue                              | AS Qanono              |
| Relégués en Promotion d'Honneur                    | aucun                  |